# Tofino/Long Beach Airport
Tofino/Long Beach Airport (franska: Aéroport de Tofino) är en flygplats i Kanada.   Den ligger i Regional District of Alberni-Clayoquot och provinsen British Columbia, i den sydvästra delen av landet, 3 700 km väster om huvudstaden Ottawa. Tofino/Long Beach Airport ligger 24 meter över havet.
Terrängen runt Tofino/Long Beach Airport är varierad. Havet är nära Tofino/Long Beach Airport söderut.Trakten är glest befolkad. Närmaste större samhälle är Tofino, 12,5 km nordväst om Tofino/Long Beach Airport. 